# Pterostichus asahinus
Pterostichus asahinus es una especie de escarabajo terrestre del género Pterostichus, categorizada en la tribu Pterostichini, de la subfamilia Harpalinae. Fue descrita por Habu & Baba en 1960.

## Distribución
Se distribuye por Asia: Japón.